# IPhone 14
Les iPhone 14, iPhone 14 Plus, iPhone 14 Pro et iPhone 14 Pro Max sont des smartphones, modèles de la seizième génération d'iPhone de la marque Apple. Ils ont été annoncés lors de l'événement Apple dans Apple Park à Cupertino (Californie) le 7 septembre 2022.
C'est le premier iPhone à utiliser le surnom  « Plus » depuis l'iPhone 8 Plus en 2017. Les modèles iPhone 14 et 14 Plus (ainsi que les modèles iPhone 14 Pro et iPhone 14 Pro Max) vendus aux États-Unis abandonnent la prise en charge des cartes SIM physiques, ce qui en fait les premiers modèles d'iPhone depuis la variante CDMA de l'iPhone 4 à ne pas être équipés d'un lecteur de carte SIM discret.

## Conception
L'iPhone 14 a un design identique à l'iPhone 13, bien que, pour le modèle américain, le plateau SIM physique soit supprimé sur les iPhone 14 et 14 Plus.
Les iPhone 14 et 14 Plus sont disponibles en cinq couleurs : Bleu, Mauve, Minuit, Lumière stellaire et Product Red.
| Couleur | Nom               |
| ------- | ----------------- |
|         | Bleu              |
|         | Mauve             |
|         | Minuit            |
|         | Lumière stellaire |
|         | Product Red       |

En outre, pour les modèles Pro et Pro Max, seulement quatre couleurs sont disponibles : Violet intense, Or, Argent et Noir sidéral.
| Couleur | Nom            |
| ------- | -------------- |
|         | Violet intense |
|         | Or             |
|         | Argent         |
|         | Noir sidéral   |

Les couleurs mauve et violet intense sont des nouvelles couleurs remplaçants le rose utilisé sur les iPhone 13 et 13 mini.

## Urgences Satellite
l'iPhone 14 est la première gamme d'iPhone à profiter d'un service de messages d'urgences utilisant le service Globalstar. Il n'est cependant pas le premier téléphone portable à disposer d'une double connexion cellulaire (relais mobile) et satellitaire.

## Appareil photo

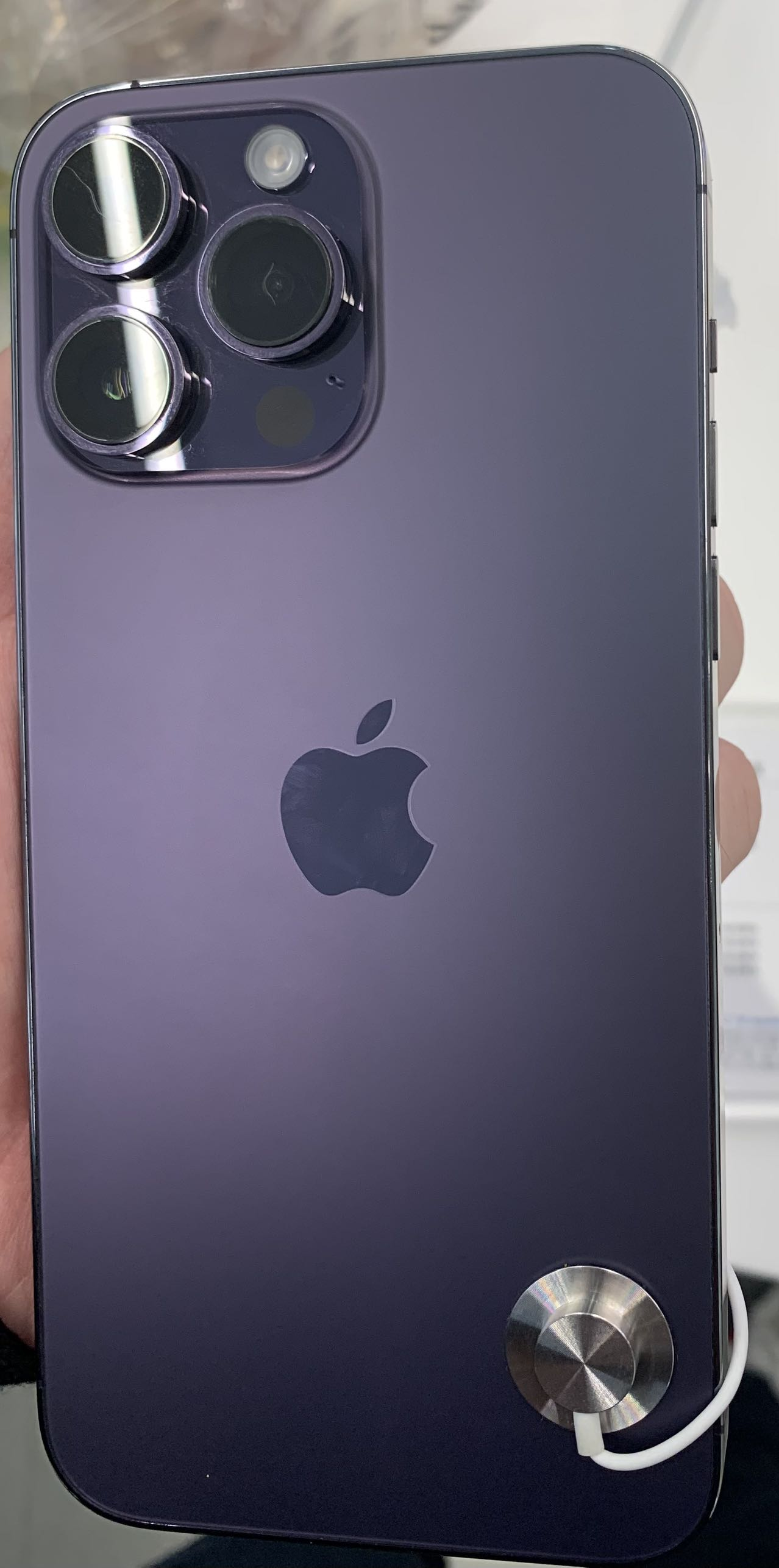
Arrière d'un iPhone 14 Pro Max

Les iPhone 14 et 14 Plus disposent du même système de caméra avec trois caméras : une caméra frontale (12 Mpx ƒ/1,9) et deux caméras orientées vers l'arrière : le grand angle (12 Mpx ƒ/1,5) et l'ultra grand angle (12 Mpx ƒ/2,4). Les caméras possèdent des ouvertures plus grande que le 13 permettant e gagner en luminosité et la caméra avant dispose de l'autofocus pour la première fois.
Les iPhone 14 Pro et 14 Pro Max disposent d'un système différent composé de 4 caméras. À l'avant ils disposent du même objectif que le 14. À l'arrière, le grand angle passe à 48 Mpx et ouvre à ƒ/1,78, l'ultra grand-angle de 12 Mpx est différent car ouvre ƒ/2,2 et permet de faire des photos macros. En plus on ajoute un téléobjectif 3x de 12 Mpx ouvrant à ƒ/2,8. Les 48 Mpx permettent de faire un zoom 2x et aussi de gagner en luminosité avec la technologie du pixel-binning,.

## Logiciels
Tous les modèles sont livrés avec IOS 16 ainsi que les logiciels traditionnellement préinstallés.  Depuis le 16 septembre 2024, les gammes iPhone 14 et iPhone 14 Pro sont compatible avec iOS 18.

## Écran
L'iPhone 14 dispose d'un écran 6,1 pouces (15,494 cm) avec la technologie OLED munie d'une définition de 2532 × 1170 pixels et une densité de pixels d'environ 460 ppp avec un taux de rafraîchissement de 60 Hz. En fait, il s’agit exactement du même écran que celui de l’iPhone 13. L'iPhone 14 Plus dispose d'un écran 6,7 pouces (17,018 cm) avec la même technologie à une définition de 2780×1284 pixels et une densité de pixels d'environ 458 PPI. Les deux modèles ont une luminosité typique jusqu'à 800 nits et une luminosité maximale jusqu'à 1200 nits.
Quant aux modèles Pro et Pro Max, ils sont équipés d'un écran dont le taux de rafraîchissement peut atteindre les 120 Hz.
Pour les modèles Pro et Pro Max, est proposé un écran Super Retina XDR OLED avec une résolution de 2556 x 1179 pixels pour le modèle Pro et 2796 x 1290 pixels pour le modèle Pro Max.

## Fin de commercialisation
L’iPhone 14 et l’iPhone 14 Plus sont encore commercialisés dans le monde entier à part en Europe.
En revanche, pour les gammes Pro, l’iPhone 14 Pro et l’iPhone 14 Pro Max sont retirés du site d’Apple le 12 septembre 2023.
Du fait de la réglementation européenne relative aux chargeurs qui doivent être en USB-C, l'iPhone 14 et l’iPhone 14 Plus doivent être retirés de la vente en décembre 2024, laissant place au successeur de l'iPhone SE.

## Impact environnemental

### Empreinte carbone
Apple publie chaque année des rapports d'analyse de cycle de vie, détaillant l'impact carbone de ses nouveaux smartphones.
| Modèle / Capacité | 128 Go | 256 Go | 512 Go | 1 To   |
| ----------------- | ------ | ------ | ------ | ------ |
| iPhone 14         | 61 kg  | 67 kg  | 83 kg  | N/A    |
| iPhone 14 Plus    | 68 kg  | 75 kg  | 91 kg  | N/A    |
| iPhone 14 Pro     | 65 kg  | 71 kg  | 84 kg  | 116 kg |
| iPhone 14 Pro Max | 73 kg  | 80 kg  | 93 kg  | 124 kg |